# Caso da Ilha da Trindade
O Caso da Ilha da Trindade relaciona-se à suposta aparição, em 16 de janeiro de 1958, de um objeto voador não identificado sobre a ilha da Trindade, o qual haveria sido avistado por alguns integrantes da tripulação do navio-escola Almirante Saldanha, da Marinha do Brasil, então ancorado na ilha.

## O caso
Em 16 de janeiro de 1958, o fotógrafo baiano, radicado em Niterói, Almiro Baraúna, então com 42 anos de idade, convidado pela Marinha do Brasil para participar de pesquisas oceanográficas na Ilha da Trindade, no litoral capixaba, realizando fotografias submarinas, haveria captado, a bordo do navio-escola Almirante Saldanha, quatro imagens de uma nave discoide sobrevoando a ilha. O filme foi revelado na enfermaria do navio, improvisada como laboratório, mas devido às dimensões reduzidas dos negativos, a suposta nave não pôde ser visualizada por nenhum dos presentes, apenas um ponto foi percebido. Dias após o desembarque no continente, Baraúna apresentou à imprensa fotografias positivadas e ampliadas alegando serem do tal objeto, e o caso ganhou repercussão internacional. Numa carta datada de 30 de janeiro de 1967 - nove anos após o episódio -, ele descreveu ao coronel húngaro-americano Colman von Keviczy, diretor da Rede Intercontinental UFO (ICUFON) em Nova Iorque, como foi o avistamento:

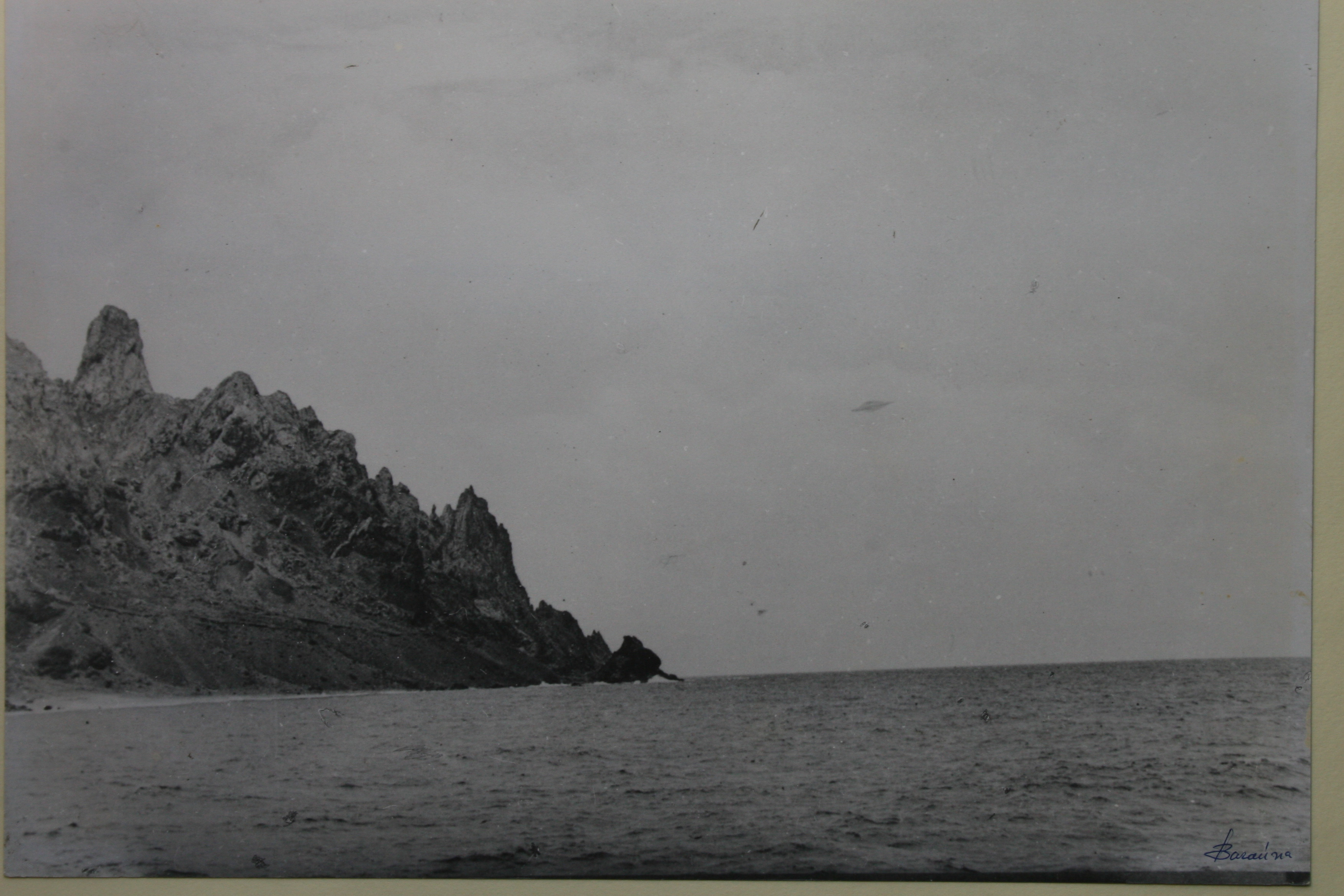
Fotografia de Almiro Baraúna mostrando um aparente "disco voador" nos céus da Ilha da Trindade, datada de 16 de janeiro de 1958

“No dia 16 de janeiro de 1958, o navio-escola Almirante Saldanha, da Marinha de Guerra do Brasil, se encontrava fundeado na enseada da Ilha Trindade, a cerca de 800 milhas da costa do Espírito Santo. Eram mais ou menos 11h da manhã, o dia estava claro, a tripulação preparava-se para retornar ao Rio de Janeiro, quando de repente um grupo de pessoas na popa do navio, entre elas o capitão-aviador da reserva da Força Aérea Brasileira José Viegas, deu o alarme. Num instante, todos os que se encontravam na coberta do navio, umas cinquenta pessoas, passaram a observar um estranho objeto prateado em forma de prato, que se deslocava do mar em direção à ilha. O objeto em questão não fazia o menor ruído, era luminoso e se deslocava ora rápido, ora lentamente, subia, descia, ondulava suavemente e quando aumentava a velocidade, deixava atrás de si um rastro branco fosforescente que logo se desfazia. Na sua trajetória, o objeto desapareceu por detrás do morro Pico Desejado, e quando todos esperavam que ele surgisse do lado oposto, ele retornou na mesma direção, parou alguns segundos e em seguida disparou em incrível velocidade, desaparecendo no horizonte. Durante a aparição, consegui tirar seis fotos, sendo que duas delas, devido ao pandemônio que se formou no convés, não foram aproveitadas, as outras quatro mostram numa sequência razoável o objeto no horizonte, aproximando-se da ilha, parado ao lado do morro (a melhor) e finalmente desaparecendo ao longe. O filme foi revelado cerca de vinte minutos após, a pedido do comandante, que desejava saber se as fotos estavam boas. Os negativos foram vistos por quase toda a tripulação, e todos foram unânimes em identificar posteriormente as ampliações no Serviço Secreto da Armada. Convém esclarecer que o grupo de civis se encontrava a bordo a convite da Marinha para fazerem pesquisas submarinas e tirarem fotografias da fauna submarina da ilha.
O grupo era composto dos seguintes elementos:
Chefe Amilar Vieira Filho, banqueiro, mergulhador e atleta; Vice-chefe: Capitão-Aviador aposentado da Força Aérea Brasileira José Viegas; :Mergulhadores: Aluizio e Mauro;
Fotógrafo: Almiro Baraúna
Todos os componentes faziam parte, na época dos acontecimentos, do Grupo de Caça Submarina de Icaraí.
Dentre os cinco, somente Mauro e Aluizio não viram o objeto, uma vez que se encontravam no refeitório do navio, e quando subiram atraídos pela gritaria, o objeto já havia desaparecido.
Segundo rumores ouvidos a bordo, a aparelhagem elétrica do navio deixou de funcionar durante a aparição do objeto; o que posso afirmar é que logo depois da largada, o navio parou por três vezes, tendo os oficiais dado as mais estranhas versões sobre as paradas. Quando o navio parava, a luz ia aos poucos apagando até apagar de todo. Nessa ocasião, vários oficiais se dirigiam para o convés munidos de binóculos, entretanto, o céu estava já encoberto por nuvens e nada foi possível observar.
Devo acrescentar que se não fosse a indiscrição de um repórter do jornal "Correio da Manhã", que se apoderou das cópias fotográficas oferecidas ao então presidente Juscelino Kubitschek, talvez ninguém viesse a saber desse fato, uma vez que a Marinha já havia me “sondado” para saber quanto eu queria para não dar nenhuma publicidade às fotos. Convém deixar claro que todos os oficiais com quem tive contato durante todo o tempo do inquérito, foram gentilíssimos comigo, deixaram-me inteiramente à vontade, não puseram nenhuma objeção à revelação do caso. Apenas insinuaram que o sensacionalismo do caso poderia causar pânico na população, daí o interesse das Forças Armadas em não dar publicidade a casos dessa natureza.
30/01/1967
Almiro Baraúna”

## Contradições dos envolvidos

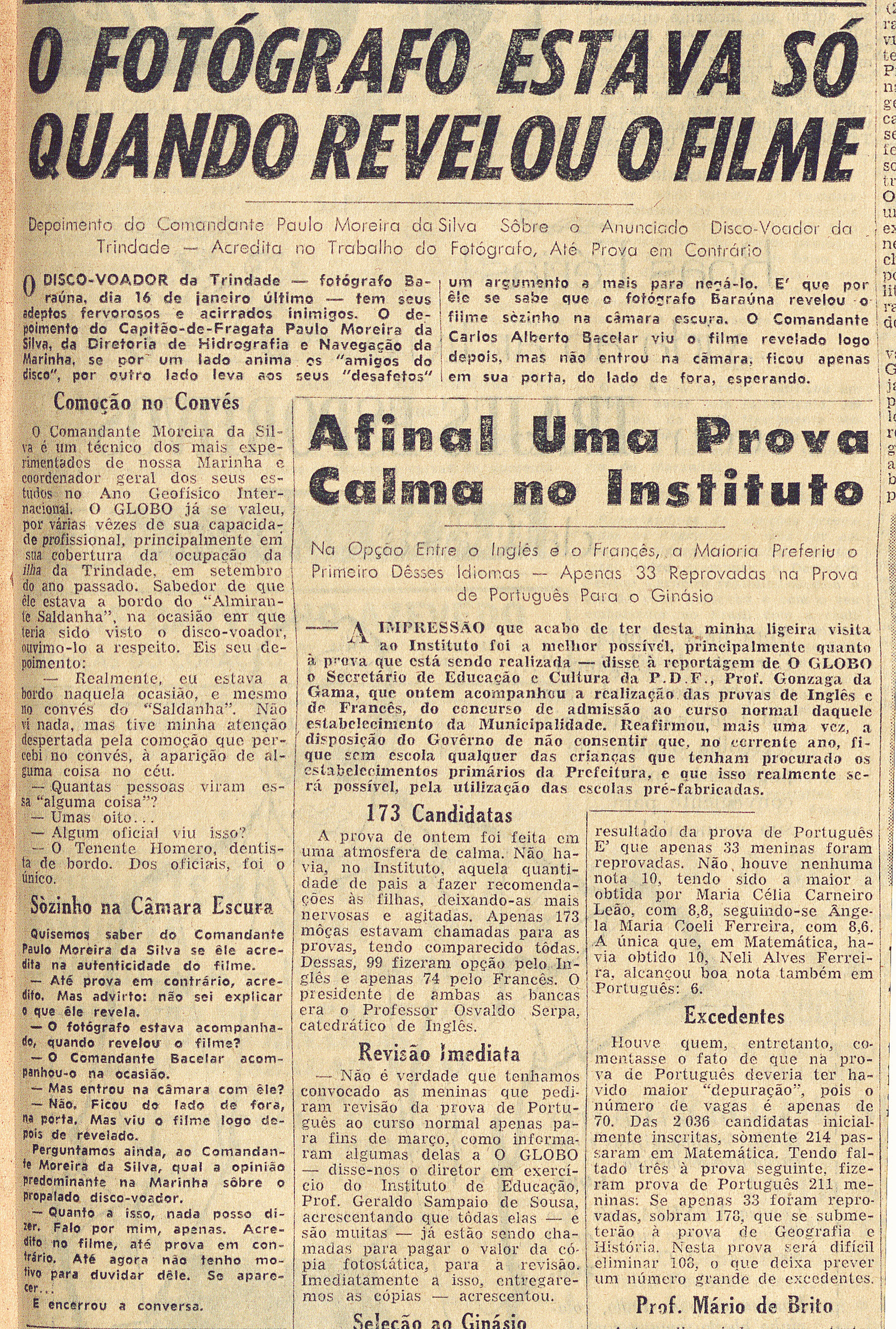
Notícia do jornal O Globo de 26 fevereiro de 1958, registrando que Almiro Baraúna estava sozinho quando revelou as chapas do filme fotográfico.

As declarações das testemunhas do incidente são bastante contraditórias. O militar José Teobaldo Brandão Viegas (1919-2000), instrutor do Aeroclube de Niterói, disse que Baraúna se trancou no laboratório improvisado do navio para revelar o filme em companhia do comandante Carlos Alberto Ferreira Bacellar (1924-1998). O que foi desmentido em carta pelo próprio comandante:
“O capitão (da reserva) da FAB José Viegas ficou segurando uma lanterna durante a revelação do filme enquanto eu aguardava do lado de fora.”
Já Baraúna, por sua vez, não raro se confundiu, exagerou fatos ou mentiu deliberadamente. Como se lê na carta de 1967, por exemplo, ele dizia que "umas cinquenta pessoas" viram o óvni. Mas, na época, o capitão-de-fragata Paulo de Castro Moreira da Silva, que estava a bordo do Almirante Saldanha em 16 de janeiro de 1958, afirmou ao jornal O Globo que, dos oficiais, o único a confirmar a aparição foi o tenente Homero Ribeiro, e que no total apenas “umas oito”  pessoas haveriam visto alguma coisa. Também é digno de nota o depoimento do Prof. Fernando Flávio Marques de Almeida, registrado no jornal Folha da Manhã de 1º de março de 1958:
“Nem eu, nem meus colegas, nem ninguém da guarnição da Ilha da Trindade viu o disco voador. Soubemos da notícia pelo rádio. No dia em que o estranho objeto teria sido fotografado nós estávamos no campo, a céu aberto, e nada vimos. A notícia do aparecimento de um disco voador sobre Trindade causou na ilha, talvez, surpresa maior do que a sua repercussão na cidade.” 
O professor acrescentou ainda, posteriormente:
“Posso dizer que nós vivíamos com o nariz para o ar, tanto de dia como até o anoitecer, visto que nosso trabalho principal eram as observações meteorológicas. Examinávamos as nuvens, direção dos ventos, etc. Como tal, se surgisse qualquer objeto estranho no ar, pelo menos alguns de nós teríamos visto, o que não ocorreu.”
Ainda conforme as palavras de Baraúna na carta de 1967, "o filme foi revelado cerca de vinte minutos após" o surgimento do óvni. Mas de acordo com outra carta, esta escrita por Bacellar ao repórter João Martins, a revelação só ocorreu uma hora depois do episódio, devido ao aparente grande nervosismo de Baraúna.
Documentos resgatados em abril de 2011 nos arquivos da Marinha - e nunca antes divulgados publicamente - informam que após o processo de revelação do negativo a bordo do navio, Bacellar viu manchas em apenas três chapas do filme (e não em quatro), e permitiu que Baraúna levasse os negativos para casa após o navio atracar no Rio de Janeiro, deixando assim o fotógrafo livre de qualquer fiscalização que impedisse uma eventual montagem.
Para dar credibilidade à história, e vender as fotografias a um bom preço – como acabou conseguindo –, Baraúna disse à imprensa, reiteradas vezes, que os registros do óvni já haviam sido autenticados em duas análises, uma pela empresa Cruzeiro do Sul e outra pela Marinha:
“Compareci ao Ministério e fui apresentado a vários oficiais superiores da Armada, que me fizeram toda a sorte de perguntas. Ao todo fui lá duas vezes. Da primeira deixei os negativos, para exame. Eles foram enviados, pelo que sei, ao Serviço Aerofotogramétrico da Cruzeiro do Sul, onde ficaram quatro dias. Foi-me dito, pelos oficiais, que os negativos estavam acima de qualquer dúvida. Na segunda vez, foram feitos testes de tempo: enquanto eu manejava a Rolleiflex, três oficiais cronometravam a duração da manobra. Chegaram à conclusão, por esse teste e pelo estudo da posição do navio e de cartas da Ilha, que o objeto se deslocara, nos momentos em que acelerou, numa velocidade entre 900 e 1.000 quilômetros horários. O seu tamanho também foi calculado, pelo estudo dos pontos da Ilha aparecidos nas fotos, diagramas feitos sobre cartas, etc.; deveria ter ele 40m de diâmetro por 8 de espessura.”
Baraúna foi prontamente desmentido pelo diretor-superintendente da Cruzeiro do Sul, Sr. Hélio Meireles, que fez questão de registrar no jornal O Globo:
“Por favor, desminta isso pelo O Globo, pois não conheço pessoalmente o fotógrafo Almiro Baraúna nem o Serviço Aerofotogramétrico Cruzeiro do Sul fez qualquer trabalho para ele. Estamos totalmente alheios a esse assunto de disco voador.”
O fotógrafo também declarou que a Marinha calculou que o óvni tinha 8 m de altura e até 40 m de largura, e que viajava a uma velocidade média de 1.100km/h. Entretanto, em nenhum dos documentos conhecidos da Marinha Brasileira se mencionam tais dados.
Posteriormente as fotografias de Baraúna foram examinadas pela Força Aérea dos Estados Unidos, mais especificamente pelos cientistas do Projeto Blue Book, e consideradas fraudes. A análise das imagens evidenciou que o objeto visualizado possuía pouco contraste e nenhuma sombra ao sol do meio-dia, e também que parecia estar invertido numa fotografia em comparação às outras.

## Confissão a pessoas próximas
Em 15 de agosto de 2010, o programa Fantástico, da Rede Globo, divulgou como haveria sido elaborado o óvni da Ilha de Trindade. A equipe do programa descobriu a publicitária Emília Bittencourt, uma amiga de Baraúna, que relatou o que ouviu da boca do próprio fotógrafo: “Ele pegou duas colheres de cozinha, juntou e improvisou uma nave espacial e usou de pano de fundo a geladeira da casa dele. Ele fotografou na porta da geladeira o objeto com a iluminação perfeita. Ele ria muito sobre o assunto”, contou ela.
Em janeiro de 2011 um sobrinho de Almiro Baraúna, de 69 anos, e igualmente fotógrafo, também revelou que ouviu do próprio Baraúna a história de como tudo aconteceu e como seu tio havia produzido a montagem das fotografias do disco voador em seu laboratório caseiro, assim que retornou da viagem à Ilha da Trindade.

## Análise do caso
Duas das principais testemunhas do avistamento, José Teobaldo Brandão Viegas e Amilar Vieira Filho (1925-2008), eram amigos de Almiro Baraúna. Os três residiam em Niterói, viam-se com frequência e eram integrantes do Clube de Caça Submarina de Icaraí, fundado e presidido por Vieira Filho. As evidências sugerem que tudo poderia não haver passado de uma trama orquestrada por Baraúna, com a colaboração de Viegas e Vieira Filho. Mesmo que os dois citados amigos não fizessem parte do embuste, e que algo realmente haja sido avistado nos céus de Trindade em 16 de janeiro de 1958, nada impede que esse algo fosse uma simples gaivota ou um dos balões-sonda cotidianamente soltos pela Marinha na ilha para estudos climáticos. Baraúna, depois, haveria substituído a imagem da gaivota ou do balão pelo simulacro do óvni, produzindo novos negativos a partir da montagem. Fato é que ninguém pôde discernir o que eram os pontos fixados na emulsão, e isso, bem como o fato de o filme não haver sido confiscado nem copiado, possibilitou a fraude.